# Самушкіно
Саму́шкіно (рос. Самушкино, чув. Самушкă) — присілок у складі Аліковського району Чувашії, Росія. Входить до складу Яндобинського сільського поселення.
Населення — 75 осіб (2010; 90 у 2002).
Національний склад:
- чуваші — 98 %

У присілку народився Герой Радянського Союзу Єфимов Мирон Юхимович (1915-2013).